# Nagy-Rabszolga-tó

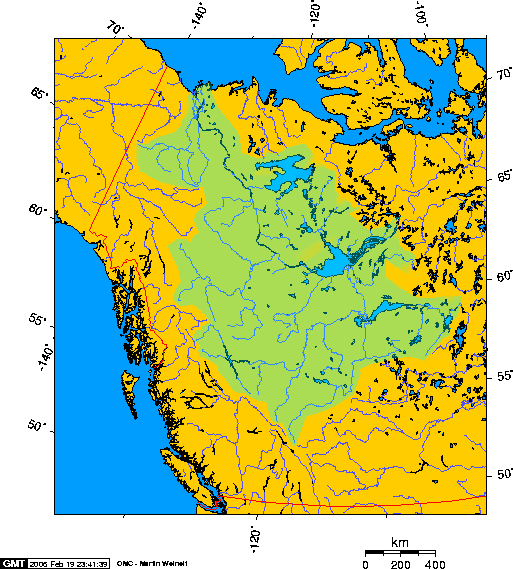
A Mackenzie vízgyűjtője Nyugat-Kanadában, középen a Nagy-Rabszolga-tó.

A Nagy-Rabszolga-tó (franciául: Grand lac des Esclaves, angolul Great Slave Lake) a kanadai Északnyugati területek második legnagyobb tava a Nagy-Medve-tó után.
Észak-Amerika legmélyebb tava (legnagyobb mélysége 614 méter), a világ tizedik legnagyobb területű tava. (Területe 28 400 km², azaz csaknem akkora, mint Magyarország területének egyharmada.) Hossza mintegy 480 kilométer, szélessége 19-109 kilométer. Vízmennyisége 1580 km³.
Angol, francia és magyar neve is a rabszolgaságra utal, ami tévedésen alapul. Nevét a slavey indiánokról kapta, akiknek neve régebben angolul slave volt, de később slavey alakra változtatták, hogy ne legyen azonos a „rabszolga” jelentésű angol szóval.
Fő befolyásai a Hay-folyó és a Rabszolga-folyó, fő lefolyása a Mackenzie-folyó. Nyugati partja erdős, a keleti és északi partok azonban inkabb tundraszerűek. Déli és keleti partjai elérik a kanadai pajzs szegélyét. A Nagy-Medve-tóhoz és az Atabaszk-tóhoz hasonlóan egy hatalmas, a Würm-glaciális utáni tó maradványa.
Keleti ága szigetekkel sűrűn pettyezett. Ez a terület a Thaydene Nene Nemzeti Parkhoz tartozik. A keleti ágat a Pethei-félsziget választja szét az északi McLeod-öbölre és a déli Christie-öbölre. A keleti ág egyetlen települése a 350 lakosú – többnyire a Dene néphez tartozó Chipewyan indián – Lutselk'e.